# Hikaru Shido
Hikaru Shido (獅堂 光?, Shidō Hikaru) è la protagonista della serie manga e anime Magic Knight Rayearth. Nella versione italiana dell'anime, è stata ribattezzata con il nome Luce, mantenuto anche nel ridoppiaggio della Yamato Video, che chiama il personaggio Hikaru soltanto nell'OAV.

## Il personaggio
Hikaru è una ragazza molto carina, dai capelli rossi, legati in una lunga treccia, e gli occhi del medesimo colore, ha 14 anni, e frequenta le scuole medie. È un'abile kenshi, la sua famiglia gestisce una palestra di kendō. La studentessa ha tre premurosi fratelli maggiori, Masaru, Satoru e Kakeru, che probabilmente hanno contribuito al suo carattere mascolino, ed un cane di nome Hikari, a cui è molto legata. Hikaru è forte, determinata, anche piuttosto infantile, innocente. È la più coraggiosa del trio, ed ha una maggiore resistenza fisica. Sembra assumere la leadership del gruppo, causa il suo entusiasmo, e, ancor più, la forza del suo cuore. Tende a portare, cita Umi Ryuzaki, il peso del mondo sulle sue spalle, cerca di riparare agli errori commessi senza chiedere aiuto ad alcuno. Nonostante l'apparente sorriso, commenta Fu Hooji, Hikaru è davvero forte, ma non sembra felice. Tiene molto alle sue amiche, sacrificherebbe per loro la propria vita. Il suo Mashin (Genio Managuerriero nel doppiaggio italiano) è Rayearth, del fuoco e del futuro, vivo robot gigante che appare con sembianze di leone. Il colore della protagonista è il rosso. Ella combatte con una spada, che brucia chiunque la prenda; soltanto Hikaru può brandirla.

## Sviluppo
Il rosso dei capelli e degli occhi di Hikaru sono affini con il colore del fuoco. Anche il mosso indisciplinato della chioma ricorda le forme sinuose di una fiamma.
Hikaru (光?) significa "Luce". Shidō (獅堂? ) vuol dire "Santuario del Leone", composto da shi (獅?), "leone", e dō (堂?), "santuario", "tempio". Letteralmente, l'intero nome si traduce "Luce del Santuario del Leone", deriva dall'elemento del fuoco, una delle principali fonti di luce nell'Universo, e dalle sembianze di Rayearth, che appare quale un chimerico lupo, leone.
In alcune versioni inglesi del manga, Hikaru è conosciuta come Lucy Shidou, Lucy Gonzáles nel doppiaggio latinoamericano. La traduzione del nome, che sia, esso, occidentale o sudamericano, resta affine con quella originale di "luce".

## Storia

### Anime

#### Prima stagione
In gita scolastica alla Tokyo Tower, Hikaru viene convocata, insieme ad Umi e Fu, studentesse di altri istituti, a Sephiro dalla Principessa Emeraude, per diventare Cavaliere Magico e salvare il regno, il quale, dopo che Emerude è stata imprigionata, si sta sgretolando. Contrariamente alle altre, specialmente all'incredula Umi, la rossa, altruista, accetta la missione senza fermarsi a riflettere sulle eventuali conseguenze; le ragazze suggelleranno la promessa di salvare la Principessa, e di tornare, ad impresa compiuta, a Tokyo insieme. Hikaru è la prima a sfruttare la sua magia, che, dalla gemma incastonata nel guanto, si scatena contro la perfida Alcyone, che tenta di ostacolare il volo delle terrestri verso la Foresta del Silenzio. Qui, le tre giovani incontrano Presea, la forgiatrice di spade, la quale ha modo di rimanere colpita dall'onestà di Hikaru, che, per pagare la fabbricazione delle armi, offre una semplice caramella, tutto ciò che possiede attualmente. Il coraggio dimostrato fino ad ora dalla rossa tranquillizza le sue due amiche, le quali confidano di avere al loro fianco una persona degna di diventare un Cavaliere Magico.
Alla Fontana di Aeterna, dove le tre devono recuperare l'Escudo, materiale con cui Presea realizzerà le loro armi, Hikaru affronta un illusorio Hikari, che ella deve riuscire a combattere per superare la prova. La spada a cui la forgiatrice darà vita, sacrificando la sua esistenza, si potenzierà quando la proprietaria ucciderà, per salvare le sue amiche, Hikari (così lo chiamerà, come il suo adorato cane), un cucciolo di cui si prenderà cura, e che si rivelerà essere Vigor, una creatura nemica vocata da Ascot. Come le armi, si trasformeranno le armature delle ragazze, che si completeranno man mano che un Genio Managuerriero deciderà di unirsi al proprio Cavaliere Magico. L'ultimo Managuerriero ad essere risvegliato è Rayearth, al Tempio del Fuoco, dove Hikaru, proteggendo Umi, Fu e lo spadaccino Rafaga a rischio della sua stessa vita, dimostra la forza del suo cuore, di essere degna di portare con sé la creatura. Risvegliati tutti e tre i Geni, Hikaru e le sue amiche possono finalmente diventare Cavalieri Magici.
Quando Sephiro sembra finalmente libera dalle forze del male, si rivela il vero nemico dei Cavalieri Magici. La parte rimasta buona della Principessa Emeraude, resa ora malvagia dall'odio ed il desiderio di vendetta, spiega alle straniere il reale motivo per cui le ha convocate: uccidere la Colonna Portante di Sephiro, vera causa del crollo del regno. La sua mente sta vacillando, causa il suo innamoramento, e provoca inesorabilmente la rovina di questo mondo, retto dalle preghiere della Colonna, alla quale è impedito di appartenere ad un'unica persona. Dopo qualche esitazione, Hikaru e le altre, riunite all'interno della fusione dei loro Geni Managuerrieri, sono costrette a porre fine alla vita di Emeraude, esaudendo il suo desiderio, e portando a termine una missione di cui non sapevano nulla. Le tre amiche possono tornare nella loro città.

#### Seconda stagione
I sogni di Hikaru sono turbati da una sagoma misteriosa che vuole la distruzione di Sephiro (Debonair), affiancata da un'altra figura (Nova, sua figlia). Da quando è tornata a Tokyo, la ragazzina, come le sue amiche, si sente in colpa per quanto è accaduto. Ella desidera andare nuovamente a Sephiro, per coscienza. Le tre, datesi appuntamento alla Tokyo Tower, vengono trasportate a Sephiro, inspiegabilmente: solo la Colonna aveva il potere di convocare persone da altri mondi. Hikaru e le altre decideranno di proteggere il regno dagli invasori alieni, che, approfittando dell'assenza di qualcuno che regga Sephiro, per questo in inesorabile decadimento, mirano ad impadronirsi del Sistema delle Colonne.
Hikaru è tormentata dalle minacce di Nova, che predice di uccidere le più care amiche della rossa. Arriva, per le due, il momento d'incontrarsi. A Nova piace la protagonista, desidera giocare con lei, ma odia tutto ciò che l'altra ama. Durante la battaglia, l'avversaria, all'interno del suo Managuerriero, Regalia, spezza la spada di Hikaru, che, perciò, non potrà convocare Rayearth ed aiutare le sue amiche. Pur di non abbandonare le compagne, la rossa non esita ad accettare la prova sottoposta da Presea (per tutti è la forgiatrice di spade che porta tale nome, ma in realtà è la sorella gemella, Sierra, che si finge la parente per non lasciare i Cavalieri Magici in un tremendo senso di colpa), e di rischiare la propria vita. Per ottenere una nuova spada, la protagonista deve combattere con se stessa. Nova, nata dalle paure di Hikaru, specchio della stessa, riesce quasi a portare il cuore del suo alter ego nelle tenebre, dandole visioni errate delle amiche, Umi e Fu, e turbando i sentimenti che la rossa ammetterà di provare per Lantis; grazie all'intervento di Presea, che ricorda al Cavaliere Magico della promessa, Hikaru ritrova la sua determinazione, e, con la sua nuova spada, sconfigge la propria ombra.
Lantis dona ad Hikaru un ciondolo appartenuto a sua madre. Esso è collegato al precedente proprietario, indica, per esempio, alla rossa la strada per raggiungere il ragazzo, minacciato dalla presenza di Nova, e proteggerà Hikaru durante l'ultima battaglia contro Debonair.
Uscendo viva dalla sala della corona, come può solo chi è degno di diventare Colonna, Hikaru si rivela la nuova potenziale reggente di Sephiro.
Scoperta la vera identità di Nova, e risvegliato Lantis dal suo torpore all'interno di Regalia, Hikaru si confronta con la sua parte oscura. Nova, racconta la stessa, era sola, non trovava la sua creatrice, e Debonair le aveva promesso che l'avrebbe aiutata a riunirsi con Hikaru. Questa fa capire all'altra che è vero che non si piace, a volte soffre ed ha dei rimorsi, ma vuole accettarsi per quello che è. Su invito della rossa, Nova torna dentro di lei. Nell'ultima battaglia contro Debonair, la corona della Principessa Emeraude si congiunge alla sua prescelta, Hikaru, che, insieme ad Umi e Fu nell'unione dei tre Managuerrieri, distrugge la malvagia. Per volere della nuova reggente, il Sistema delle Colonne sarà abolito per sempre, e gli abitanti di Sephiro si impegneranno per creare insieme un mondo meraviglioso. Prima di tornare a Tokyo, Hikaru si dichiara a Lantis, che ricambia. Un anno dopo, riunitasi con le altre alla Tokyo Tower, la rossa esprime il desiderio di tornare a Sephiro, e questa volta, non avrà alcun rimpianto.

## Altre apparizioni

### Videogiochi
Nel videogioco per Sega Saturn Magic Knight Rayearth, il giocatore usa Hikaru e le sue amiche, una per volta in battaglia. La prima brandisce una spada. Le armi ed armature dei Cavalieri Magici si potenziano tra i livelli.
Hikaru è anche protagonista degli altri videogames ispirati alla saga di Sephiro, rilasciati esclusivamente in Giappone: Magic Knight Rayearth, per Super Nintendo, Magic Knight Rayearth 2nd: The Missing Colors, per Game Boy; ancora, un videogioco per Super Famicon, due per Sega Game Gear, di cui il secondo ha titolo Making of Magic Knight.

### CLAMP in Wondeland
Hikaru compare nel breve video musicale CLAMP in Wonderland, che presenta i personaggi più popolari realizzati dalle CLAMP nel periodo del lancio del corto.

### CLAMP in Wonderland 2
Hikaru appare anche nel sequel CLAMP in Wondeland 2, nel mondo delle CLAMP esplorato da Yuuko e Mokona.

## Potere e attacchi
È il potere del fuoco a scegliere Hikaru. Di seguito, gli attacchi della rossa:
- Frecce di Fuoco (炎の矢?, Honō no Ya): il principale incantesimo di Hikaru, consiste in una grossa fiamma. Nell'edizione della Mediaset, è tradotto "Freccia Infuocata", in quella di Yamato Video come "Lingue di Fuoco".
- Fulmine Rosso (紅い稲妻?, Akai Inazuma): il secondo incantesimo di Hikaru, probabilmente l'attacco più potente. Ella raccoglie la forza del fulmine, che assume la forma di sfere di energia rosse.
- Colonna di Fuoco: la formula che Hikaru pronuncia nell'OAV per unirsi a Lexus.

## Accoglienza
Al diciassettesimo Anime Grand Prix, 1995, Hikaru si è piazzata all'ottavo posto nella classifica dei personaggi femminili più amati di anime e manga, per salire al secondo in quello successivo, nel 1996. Dal sondaggio della rivista giapponese Newtype, la protagonista di Magic Knight Rayearth risulta il sesto personaggio femminile delle CLAMP più votato.